# Unantra polyvacuola
Unantra polyvacuola är en plattmaskart som beskrevs av Faubel 1976. Unantra polyvacuola ingår i släktet Unantra och familjen Antroposthiidae. Inga underarter finns listade i Catalogue of Life.